# Францішек Салезій Потоцький (політик)
Граф Францішек Салезій Потоцький (пол. Franciszek Salezy Potocki; 14 червня 1877, Печера — 17 жовтня 1949, Краків) — польський політик, журналіст і консервативний громадський діяч. 2-й і останній ординат Теплицький (1909—1920). Власник Ситківців.

## Біографія
Представник польського магнатського роду Потоцьких герба «Пилява». Старший син графа Константа Юзефа Потоцького (1846—1909), 1-го ордината Теплицького (1892—1909) та Йоанни Потоцької (1851—1928).
Разом з Феліксом Конецчним (головний редактор) був автором журналу «Слов'янський Мир» (1904). Його листи з Санкт-Петербурга в 1906 році були опубліковані в газеті «Czas» («Час») як політична кореспонденція. У 1918 році разом із сім'єю переїхав у Польщу. До листопада 1918 року працював у Цивільному Центральному Комітеті в Україні, створеному для опіки над поляками.
Після повернення на батьківщину Францішек Салезій Потоцький оселився в Кракові. Співпрацював з газетою «Czas», став членом Польського публіцистичного Агентства. Писав статті в газетах «Przeglad Katolicki» («Католицький огляд») і «Czas». Належав до Правої Національної Партії.
У грудні 1927 року вступив до Безпартійного блоку співпраці з урядом. У жовтні 1928 року був призначений керівником Департаменту віросповідань у Міністерстві релігійних конфесій та освіти.
У 1930 році представляв уряд у переговорах з Автокефальною православною церквою в Польщі. Шукав союзу з церквою і, перш за все, православного духовенства з державою. Створив факультет православного богослов'я у Варшавському університеті, був ініціатором передачі православних богослужінь по польському радіо (розробив проект указу рівноправності конфесій на радіо). Але міністерство внутрішніх справ і міністерство оборони вело свою політику по відношенню до православ'я. Влітку 1938 року на Люблінщині було знищено 114 церкви, польська влада намагалися насаджувати серед православного населення католицизм. Граф Потоцький також вів переговори з католицькою церквою щодо конфіскованого у православних майна після укладення Берестейської унії. Тільки під примусом Августа Глонда було досягнуто згоди. Також почав переговори з Євангелічно-Аугсбургською церквою, щоб врегулювати її відносини з державою.
У вересні 1938 року Францішек Салезій Потоцький подав у відставку. Зацікавився спіритизмом, написав брошуру «W wirze ezoteryzmu» («У вирі езотерики»).
Був удостоєний численних державних і церковних нагород, зокрема, Папським хрестом «Pro Fide et Ecclesia in Russia Merito».

## Сім'я та діти
Одружився в Олиці 16 червня 1903 року з Марією-Малґожатою Радзивілл (16 грудня 1875 — 17 липня 1962), дочкою Фердинанда Радзивілла (1834—1926), Олицького і Пшігодзіцького ордината, і Пелагеї Сапеги (1844—1929). Їхні діти:
- Ігнаци Константи Юзеф (23 березня 1904 — 11 листопада 1937), одружений з 1931 року з Ядвігою Дембінською (1908—1990)
- Роза Марія Магдалена (15 квітня 1906 — 7 липня 1984), чоловік з 1939 року граф Казимир Мицельський (1904—1984)
- Пелагея Жозефіна (16 жовтня 1909—1996)
- Константи Ян Павел Марія (26 червня 1910 — 15 грудень 1988), одружений з 1952 року графинею Анною Рей (1925 — 3 січня 2019).